# Кіхеру-де-Жос
Кіхеру-де-Жос (рум. Chiheru de Jos) — село у повіті Муреш в Румунії. Адміністративний центр комуни Кіхеру-де-Жос.
Село розташоване на відстані 267 км на північ від Бухареста, 29 км на північний схід від Тиргу-Муреша, 98 км на схід від Клуж-Напоки, 127 км на північний захід від Брашова.

## Населення
За даними перепису населення 2002 року у селі проживали 477 осіб.
Національний склад населення села:
| Національність | Кількість осіб | Відсоток |
| -------------- | -------------- | -------- |
| румуни         | 437            | 91,6%    |
| цигани         | 39             | 8,2%     |

Рідною мовою назвали:
| Мова      | Кількість осіб | Відсоток |
| --------- | -------------- | -------- |
| румунська | 452            | 94,8%    |
| циганська | 23             | 4,8%     |